# Colmenar Viejo
Colmenar Viejo és un municipi de la Comunitat de Madrid. Fins a 1991 formava part del municipi Tres Cantos. Limita amb Madrid, Hoyo de Manzanares, Moralzarzal, Manzanares el Real, Soto del Real, Miraflores de la Sierra, Guadalix de la Sierra, Pedrezuela, San Agustín del Guadalix, Algete, San Sebastián de los Reyes i Tres Cantos.
També hi ha al seu territori dues bases militars: les Forces Aeromòbils de l'Exèrcit de Terra o F.A.M.E.T. i la base logistica San Pedro, que abans es coneixia com el CIR.

## Fills il·lustres
- Gregorio Baudot (1884-1938), músic, compositor i folklorista.

## Etimologia
Sembla que els orígens del nom de la localitat es remunten segles enrere i amb motiu de ser lloc de passada de viatgers que anaven pel camí d'Alcalá de Henares a Segòvia, quan un vell apicultor va començar a oferir allotjament als viatgers, optant alguns d'ells per assentar-se en la zona i donant lloc així a un llogaret que va prendre com nom el de referència per als viatgers, «el colmenar del viejo», que aniria evolucionant en el que avui es coneix com a Colmenar Viejo.

## Història
Restes arqueològiques trobats en la zona permeten confirmar l'existència d'assentaments en la zona des del segle vi. Després de la Reconquesta de Madrid (Magerit), a la fi del segle xi, Alfons VI de Castella va crear un alfoz (donada l'escassa població de la zona) amb límits geogràfics poc definits dependent de Madrid. Aquests límits poc definits van provocar conflictes entre Segòvia i Madrid durant més d'un segle fins que Alfons X va posar fi a aquestes lluites, incorporant aquests llocs a la Corona.
Des de llavors es va denominar a aquest ampli territori «el Real de Manzanares», que comprenia pobles com Colmenar Viejo, Soto del Real, Hoyo de Manzanares, Miraflores de la Sierra, Navacerrada, San Agustín del Guadalix, etc. No va anar fins a un segle més tard quan Joan I de Castella adjudica definitivament el Real de Manzanares a Pedro González de Mendoza (1340–1385). Però seria al segon fill d'aquest, Íñigo López de Mendoza (1398–1458), a qui amb posterioritat se li concedís el títol de Comte del Real de Manzanares. En els segles següents la localitat va ser augmentant de població assolint el 22 de novembre de 1504 la segregació jurisdiccional de Manzanares.
La major part de la seva població va estar dedicada a l'agricultura i la seva evolució va estar estancada fins a la segona meitat del segle xix que es crea una plaça de bous (símbol de modernitat per als vilatjans de l'època), una carretera que anava de Manzanares a Fuencarral passant per Colmenar Viejo, línia de telègrafs i servei de correu diari. De la mà d'Arturo Soria es va assolir fer arribar el primer convoy de Madrid a Colmenar Viejo, passant per Chamartín, era el 30 de maig de 1911. El seu desenvolupament continuaria amb l'escomesa d'aigües i energia elèctrica encara que la regulació del riu Manzanares arruïnaria els molins i batanes que tanta importància van tenir per a l'economia colmenarenya des de la baixa Edat Mitjana.